# 吉賀陶馬ワイス
吉賀 陶馬ワイス（よしが とうまワイス）は日本で活動するミュージカル俳優である。山口県萩市出身。劇団四季所属。

## 来歴
高校時代は合唱部に所属。エリザベト音楽大学演奏学科声楽専攻卒業後の2002年に劇団四季研究所へ入所した。マンマ・ミーア!にアンサンブルで初の舞台出演を果たした後、舞台への出演を重ねていき、2016年6月8日にはノートルダムの鐘製作発表に参加している。

## 人物
父親はデンマーク人、母親は日本人のハーフである。
広島東洋カープファンであり、エリザベト音楽大学時代は旧広島市民球場の近くに住んでいた。

## 主な出演

### 舞台
- マンマ・ミーア!（アンサンブル）
- ミュージカル南十字星（オットー・ウィンクラー）
- アイーダ（メレブ）
- 解ってたまるか!（奥澤）
- ジーザス・クライスト・スーパースター（アンナス）
- クレイジー・フォー・ユー（サム）
- はだかの王様（アップリケ）
- エビータ（アンサンブル）
- ライオンキング（アンサンブル）
- トロイ戦争は起こらないだろう（アンサンブル）
- ノートルダムの鐘（クロパン）
- アラジン  (イアーゴ)
- はじまりの樹の神話〜こそあどの森の物語〜
 (トワイエ)
- 美女と野獣（コッグスワース）

### ラジオ
- お昼はZENKAI ラヂオな時間（2011年11月28日[3]）